# Lost in Blue: Shipwrecked
Lost in Blue: Shipwrecked é um jogo de video game desenvolvido pela Hudson Soft e publicado pela Konami exclusivamente para o Wii. O jogo é o primeiro da série Lost in Blue a ser lançado para um console de mesa, tendo os outros três antecessores sendo lançados para o Nintendo DS.
Em Shipwrecked você deve sobreviver em uma ilha, utilizando o Wii Remote e o Nunchuk, movimentos de pesca, caça entre outros minigames são representados. Em adicional, o jogo possui ainda modo cooperativo para até dois jogadores.

## O jogo
O jogador vive o papel de um sobrevivente perdido em uma pequena ilha no meio do oceano. Por não conter condições favoráveis para sobreviver nessa ilha, você deve seguir para a ilha próxima, com condições melhores para explorar.
O jogador recebe a companhia de uma animal de estimação, um pequeno macaco que lhe servirá de companhia, o qual ainda ajuda durante diversas partes do jogo.
A maior parte do jogo envolve a própria sobrevivência do personagem, o qual terá que conseguir mantimentos e segurança, em mais de 40 minigames que representam as ações, utilizando os Wii Remote e o Nunchuk.

## Recepção
Notas dadas ao jogo por sites e revistas especializadas:
| Agregador      | Pontuação | Referências |
| -------------- | --------- | ----------- |
| Nintendo Power | 65        | [ 2 ]       |
| GameTrailers   | 54        | [ 3 ]       |
| 1UP.com        | 50        | [ 4 ]       |
| GameSpot       | 45        | [ 5 ]       |